# Клишино (городской округ Коломна)
Клишино — село в городском округе Озёры Московской области России.
До 2015 года являлось административным центром сельского поселения Клишинское, до муниципальной реформы 2006 года — центр Клишинского сельского округа. Население — 336 чел. (2010).

## География
Расположено в южной части района, на автодороге Р115 «Егорьевск — Коломна — Кашира — Ненашево», при впадении реки Большой Смедовы в Оку, примерно в 4 км к юго-западу от центра города Озёры. В селе 5 улиц — Зелёная, Новая, Садовая, Студенческая и Центральная.
Связано автобусным сообщением с городами Каширой и Озёры. Ближайшие населённые пункты — деревни Емельяновка, Смедово, Свиридоново и Каблучки.

## Исторические сведения
В писцовых книгах Рязанского края конца XVI века упоминается как село Клишинское, в приправочной книге 1616 года — «пустошь, что была сельцо Клишино», в материалах Генерального межевания XVIII века — Клишино.
В 1746 году в Клишине построена церковь Рождества Пресвятой Богородицы — каменный пятиглавый храм с трапезной, в которой был устроен Всехсвятский придел, и колокольней.
В «Списке населённых мест» 1862 года Клишино — владельческое село 1-го стана Зарайского уезда Рязанской губернии между Каширской дорогой и рекой Осётр, в 19 верстах от уездного города, при реке Оке и речке Смедовке, с 32 дворами и 430 жителями (216 мужчин, 214 женщин).
По данным 1905 года входило в состав Трасненской волости Зарайского уезда, в селе были каменная церковь, церковно-приходская школа, 2 ветряных мельницы и казённая винная лавка, проживало 602 жителя (289 мужчин, 313 женщин), насчитывался 71 двор. На фабричные заработки местное население отправлялось в село Озёры соседнего Коломенского уезда.
С 1929 года — населённый пункт в составе Озёрского района Коломенского округа Московской области. С 1930-го, в связи с упразднением округа, — в составе Озёрского района Московской области.
В 1930-х годах Богородицерождественская церковь была закрыта, колокольня и главы сломаны, храм пришёл в аварийное состояние. Вновь открыта в 1998 году.

## Население
| 1859 | 1905 | 2002 | 2006 | 2010 |
| ---- | ---- | ---- | ---- | ---- |
| 430  | ↗602 | ↘353 | ↗354 | ↘336 |